# Missy Franklinová
Melissa „Missy“ Franklinová (* 10. května 1995 Pasadena, Kalifornie) je americká plavkyně, světová rekordmanka a čtyřnásobná olympijská vítězka z londýnských Her XXX. olympiády. Drží světový rekord jako součást americké štafety v distanci 4×100 m polohové štafety v krátkém bazénu (plavala kraulový úsek). Náleží jí také individuální světový rekord na 200m znak v krátkém i dlouhém bazénu.
Výkony v roce 2011 jí vynesly ocenění FINA – „Swimmer of the Year“ (Plavec roku). Ze světových šampionátů získala sedm medailí – tři zlaté, stříbrnou a bronzovou medaili na Mistrovství světa v plavání a dvě stříbrné medaile na Mistrovství světa v plavání v krátkém bazénu.
V roce 2013 se stala nejlepší sportovkyní světa, když obdržela sportovní cenu Laureus.

## Osobní život
Missy Franklinová se narodila v květnu 1995 v kalifornské Pasadeně. Jejími rodiči jsou Dick a D.A. Franklinovi. Do roku 2013 chodí na Regis Jesuit High School, v Auroře, Colorado. Oba její rodiče jsou Kanaďané, tudíž má Missy dvojí občanství. Její matka chtěla kvůli nižší konkurenci a menší obtížnosti dostání se do reprezentace, aby Franklinová reprezentovala Kanadu. Tento záměr ale nebyl uskutečněn kvůli Melissině patriotismu vůči Spojeným státům americkým, potažmo americkému plavání. Díky svým 186 centimetrům patří k nejvyšším plavkyním, a dokonce i její noha, velikost ženské US 13 (odpovídající velikosti 46 podle evropského číslování), patří k raritám. "Říkáme jim vestavěné ploutve," komentuje Dick Franklin. Jejím trenérem je již od sedmi let Todd Schmitz, který trénuje v týmu Colorado-Stars. Nejoblíbenější sportovec Missy Franklinové je Natalie Coughlinová, další skvělá americká znakařka a držitelka světového rekordu.

## Kariéra

### Plavecké začátky
Ve třinácti letech se zúčastnila Americké kvalifikace pro Letní olympijské hry 2008, avšak bez většího úspěchu. Nejlépe skončila na 100m volný způsob, obsadila 37. příčku.

### Rok 2010
Na Národním mistrovství 2010 soutěžila Missy Franklinová v šesti individuálních disciplínách a kvalifikovala se na Panpacifické hry, díky druhým místům na 100 a 200m znak. První velká medaile na sebe nenechala dlouho čekat. Na Mistrovství světa v krátkém bazénu 2010 v Dubaji dohmátla jako druhá na znakařské dvoustovce, porazila jí pouze francouzská závodnice Alexianne Castelová. Také získala stříbro ve štafetě na 4×100 polohově, ovšem účastnila se pouze rozplaveb, na finále byla vystřídána.

### Rok 2011

#### Mistrovství světa 2011

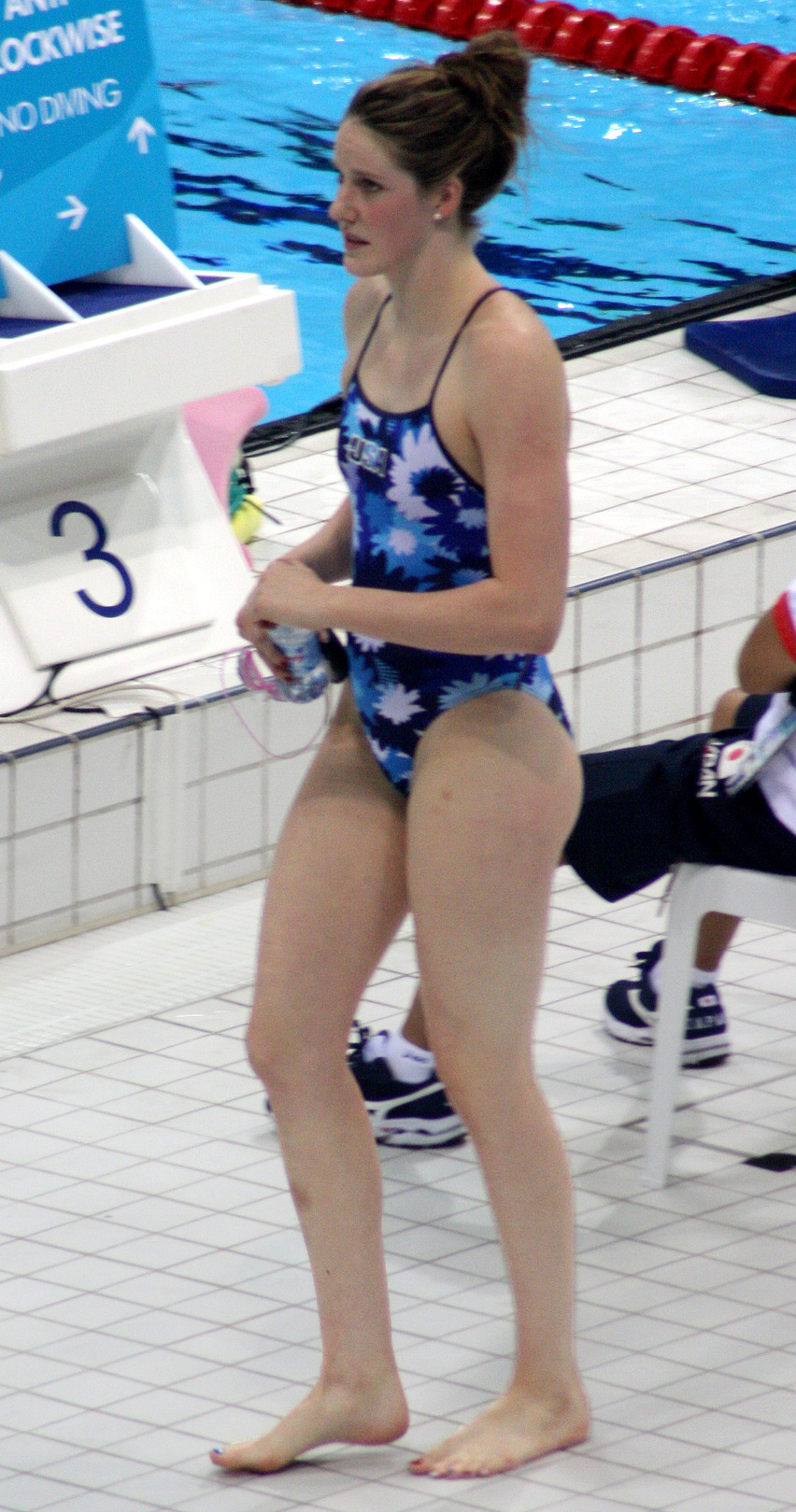
Franklinová na LOH 2012

Na jejím první Mistrovství světa získala Melissa celkem pět medailí: 3 zlaté, stříbrnou i bronzovou. V její první disciplíně, štafetě na 4×100 volný způsob získala Missy společně s Natalií Coughlinovou, Jessicou Hardyovou a Danou Vollmerovou stříbrnou medaili za čas 3:34,47. Franklinová plavala druhý úsek, dohmátla v čase 52,99.
Svou první individuální medaili vyhrála na 50 metrů znak, kdy skončila třetí za Ruskou Anastázií Zujevovou a Japonkou Ajou Terakawovou.
Krátce po této disciplíně se účastnila štafety 4 × 200 metrů volný způsob, kde společně s Dagny Knutsonovou, Katie Hoffovou a Allison Schmittovou vybojovala zlaté medaile za čas 7:46,14 před reprezentantkami Austrálie a Číny. Missy Franklin na prvním úseku zajela čas 1:55,06, který byl rychlejší než čas vítězky 200m volný způsob Federiky Pellegriniové z Itálie (1:55,58).
Na trati 200 metrů znak dokonce dvakrát vylepšila americký rekord (v semifinále a finále) a za čas 2:05,10 si odvezla domů zlatou medaili. Šlo o její první individuální vítězství a třetí nejlepší čas všech dob.
Po dvoustovce znakové nastoupila k poslednímu štafetovému závodu, na 4x100m polohově. Společně s Natalií Coughlinovou, Rebeccou Soniovou a Danou Vollmerovou zvítězila v čase 3:52,36, o více než tři sekundy před druhými Číňankami. Franklin na kraulovém úseku byla nejrychlejší ze všech, plavala 52,79. Čas štafety byl druhý nejrychlejší všech dob, o pouhých 0,17s za světovým rekordem Číny.
Díky úspěchům na tomto mistrovství byla jmenována nejlepším sportovcem roku mezi ženami, nejlepší ženský závod roku (200 metrů znak) a nejlepší štafetu roku (4 × 100 metrů polohová štafeta). Také jí byla udělena cena Golden Goggle Awards a byla oceněna i jako nejlepší plavkyně roku 2011 podle časopisu FINA Aquatics World Magazine.

#### První světové rekordy
V říjnu roku 2011, při Světovém poháru v plavání ustanovila Melissa svůj první světový rekord, a sice v disciplíně 200 metrů znak. Byl v držení Japonky Shiho Sakai a měl hodnotu 2:00,18. Franklinová ho na mítinku v Berlíně zlepšila na 2:00,03. Missy Franklinová se díky tomuto času stala první plavkyní, která překonala světový rekord od zakázání polyuretanových plavek, tedy od ledna 2010.
Druhým světovým rekordem (prvním mezi štafetami) se stal rekord na 4 × 100 metrů polohová štafeta, který byl ustanoven při prosincovém Duel in the Pool (závod mezi USA a Evropou). Nedílnou součástí štafety byly Natalie Coughlinová na znakařském úseku, Rebecca Soniová na prsou a Dana Vollmerová na motýlku. Čas Melissy na kraulařském úseku byl 51,32 a čas celé štafety 3:45,56 (bývalý rekord 3:47,97).

### Rok 2012

#### Letní olympijské hry 2012

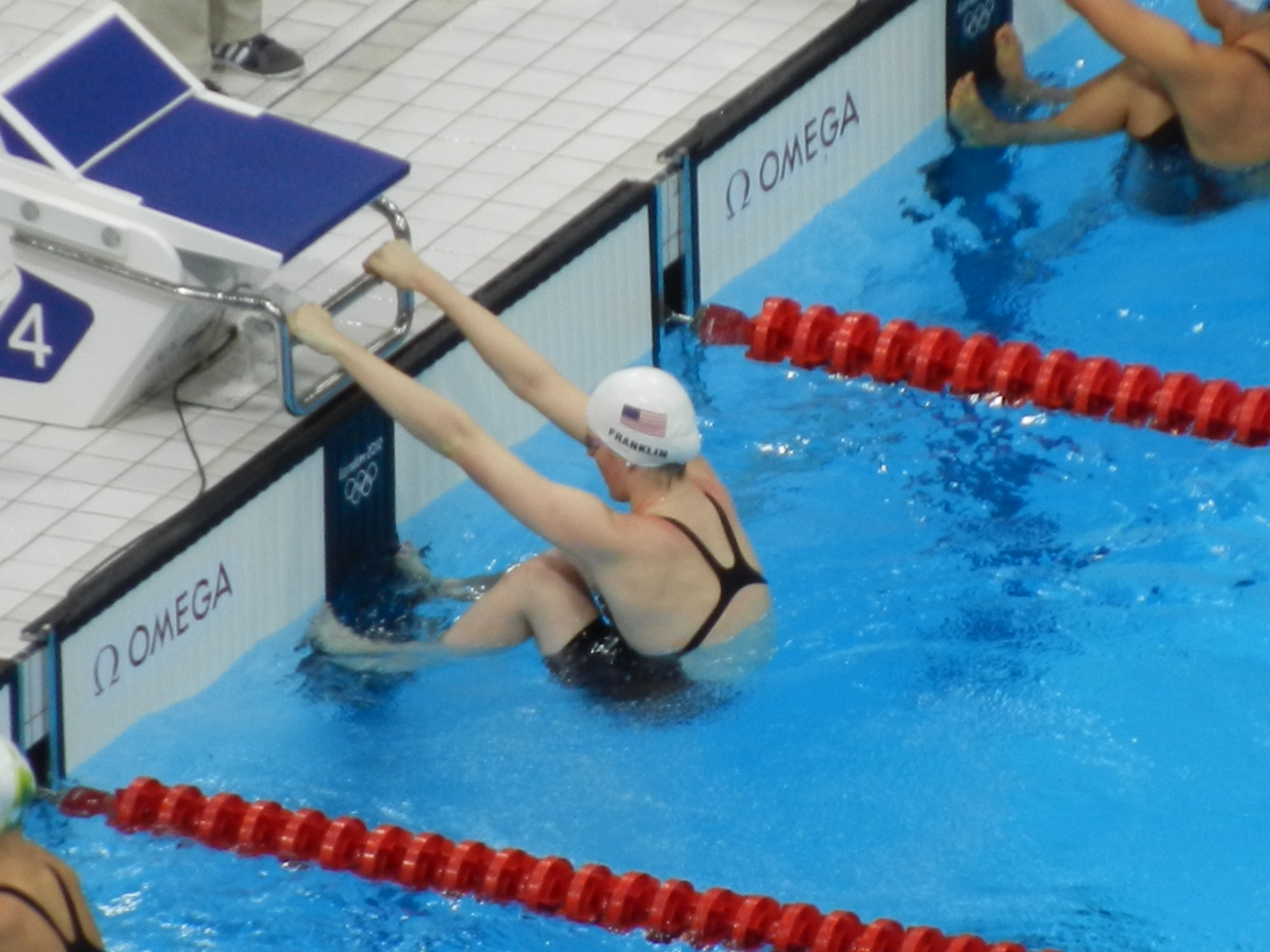
Na startu znakařského závodu na LOH 2012

Na americké kvalifikaci pro Letní olympijské hry 2012 se kvalifikovala do čtyř individuálních disciplín. Její první disciplína je 100 metrů znak, kdy vyhrála za 58,85, čímž také stanovila nový americký rekord. Další je 200 metrů volný způsob, kdy dohmátla druhá za Allison Schmittovou v čase 1:56,79; třetí je 100m volný způsob skončila opět druhá za Jessicou Hardyovou v čase 54,15. Poslední individuální disciplínou je 100 metrů znak, který ovládla v čase 2:06,12.
Kvalifikovala se tak celkově do sedmi závodů, z toho tří štafet.

## Osobní rekordy

### Dlouhý bazén
| Disciplína               | Čas     | Místo       | Datum             | Poznámky   |
| ------------------------ | ------- | ----------- | ----------------- | ---------- |
| 50 metrů znak            | 28,01   | Šanghaj     | 28. července 2011 |            |
| 100 metrů znak           | 58,33   | Londýn      | 30. července 2012 | AM, NR     |
| 200 metrů znak           | 2:04,06 | Londýn      | 3. srpna 2012     | AM, NR, WR |
| 50 metrů volný způsob    | 25,23   | Federal Way | 14. srpna 2009    |            |
| 100 metrů volný způsob   | 53,59   | Londýn      | 1. srpna 2012     |            |
| 200 metrů volný způsob   | 1:55,06 | Šanghaj     | 28. července 2011 |            |
| 200 metrů polohový závod | 2:11,69 | Irvine      | 3. srpna 2010     |            |

### Krátký bazén
| Disciplína               | Čas     | Místo   | Datum             | Poznámky   |
| ------------------------ | ------- | ------- | ----------------- | ---------- |
| 100 metrů znak           | 56,73   | Berlín  | 23. října 2011    |            |
| 200 metrů znak           | 2:00,03 | Berlín  | 22. října 2011    | AM, NR, WR |
| 100 metrů volný způsob   | 52,09   | Berlín  | 23. října 2011    |            |
| 200 metrů volný způsob   | 1:53,19 | Atlanta | 17. prosince 2011 |            |
| 100 metrů polohový závod | 59,44   | Berlín  | 23. října 2011    |            |

AM - rekord Ameriky
NR - národní rekord (rekord USA)
WR - světový rekord

## Světové rekordy
| č. | disciplína                     | čas     | mítink                    | místo                           | datum             | věk |
| -- | ------------------------------ | ------- | ------------------------- | ------------------------------- | ----------------- | --- |
| 1  | 200 metrů znak                 | 2:00,03 | Světový pohár             | Berlín, Německo                 | 22. října 2011    | 16  |
| 2  | 4 × 100 metrů polohová štafeta | 3:45,56 | Duel in the Pool          | Atlanta, Spojené státy americké | 16. prosince 2011 | 16  |
| 3  | 200 metrů znak                 | 2:04,06 | Letní olympijské hry 2012 | Londýn, Spojené království      | 3. srpna 2012     | 17  |